# Odostomia calcarella
Odostomia calcarella är en snäckart som beskrevs av Bartsch 1912. Odostomia calcarella ingår i släktet Odostomia och familjen Pyramidellidae. Inga underarter finns listade i Catalogue of Life.